# Districtul Ajdaviya
Ajdabiya (arabă: إجدابيا) este un district în Libia. Acest district are 165.839 locuitori cu o suprafată de 91.620 km². 